# Seo Hyang-soon
Seo Hyang-soon (kor. 서향순; * 8. Juli 1967) ist eine ehemalige südkoreanische Bogenschützin und Olympiasiegerin.

## Karriere
Bei den Olympischen Sommerspielen 1984 in Los Angeles wurde Seo Hyang-soon im Alter von 17 Jahren mit 2568 Punkten Olympiasiegerin im Einzel vor Li Lingjuan und Kim Jin-ho. Dies war das erste Olympiagold für eine Südkoreanerin. Mit 1293 Ringen stellte sie in der zweiten Runde zudem einen neuen olympischen Rekord auf. Sie gewann bei den Weltmeisterschaften 1985 in Seoul mit der Mannschaft die Silbermedaille.
Sie ist verheiratet mit dem ehemaligen Judoka Park Kyung-ho, mit dem sie drei Kinder hat. 2004 zog die Familie in die Vereinigten Staaten, wo Seo Hyang-soon 2012 in Irvine, Kalifornien, eine Bogenschießschule eröffnete und bis heute leitet.